# Zverinac
Zverinac est une île de la côte de la Croatie, faisant partie de l'archipel de Zadar.
Sa superficie est de 4,2 km2 et son point culminant est à 111 m d'altitude. Sa population était de 43 habitants en 2011.